# Ardáni
Ardáni är en ort i Grekland.   Den ligger i prefekturen Trikala och regionen Thessalien, i den centrala delen av landet, 250 km nordväst om huvudstaden Aten. Ardáni ligger 270 meter över havet och antalet invånare är 610.
Terrängen runt Ardáni är kuperad åt nordost, men åt sydväst är den platt. Runt Ardáni är det ganska tätbefolkat, med 60 invånare per kvadratkilometer. Närmaste större samhälle är Trikala, 8,7 km söder om Ardáni. Trakten runt Ardáni består till största delen av jordbruksmark.